# Diamond League 2025
La Diamond League 2025 (nota per motivi di sponsorizzazione anche come Wanda Diamond League 2025) è la sedicesima edizione della Diamond League, serie di quindici meeting internazionali di atletica leggera organizzata annualmente dalla World Athletics.
Ogni meeting ospita quattordici eventi delle varie discipline. Ogni competizione assegna agli atleti punti validi per la qualificazione alla finale, che si terrà a Zurigo.

## I meeting
Dal sito ufficiale della competizione.
| N. | Nome                                                    | Stadio                                    | Sede      | Data         | Resoconto |
| -- | ------------------------------------------------------- | ----------------------------------------- | --------- | ------------ | --------- |
| 1  | Xiamen Diamond League                                   | Egret Stadium                             | Xiamen    | 26 aprile    | Resoconto |
| 2  | Yangtze Delta Athletics Diamond Gala                    | Shaoxing China Textile City Sports Center | Shaoxing  | 3 maggio     | Resoconto |
| 3  | Doha Diamond League                                     | Stadio Qatar SC                           | Doha      | 16 maggio    | Resoconto |
| 4  | Meeting international Mohammed VI d'athlétisme de Rabat | Stadio Olimpico                           | Rabat     | 25 maggio    | Resoconto |
| 5  | Golden Gala Pietro Mennea                               | Stadio Olimpico                           | Roma      | 6 giugno     | Resoconto |
| 6  | Bislett Games                                           | Bislett Stadion                           | Oslo      | 12 giugno    | Resoconto |
| 7  | Bauhaus-Galan                                           | Olympiastadion                            | Stoccolma | 15 giugno    | Resoconto |
| 8  | Meeting de Paris                                        | Stadio Sébastien Charléty                 | Parigi    | 20 giugno    | Resoconto |
| 9  | Prefontaine Classic                                     | Hayward Field                             | Eugene    | 5 luglio     | Resoconto |
| 10 | Herculis                                                | Stadio Louis II                           | Monaco    | 11 luglio    | Resoconto |
| 11 | London Athletics Meet                                   | London Stadium                            | Londra    | 19 luglio    | Resoconto |
| 12 | Kamila Skolimowska Memorial                             | Stadio della Slesia                       | Chorzów   | 16 agosto    | Resoconto |
| 13 | Athletissima                                            | Stade Olympique de la Pontaise            | Losanna   | 20 agosto    | Resoconto |
| 14 | Memorial Van Damme                                      | Stadio Re Baldovino                       | Bruxelles | 22 agosto    | Resoconto |
| 15 | Weltklasse Zürich                                       | Stadio Letzigrund                         | Zurigo    | 27-28 agosto | Resoconto |

## Risultati

### Uomini
| Meeting | Meeting                                                      | Corse                 | Corse                  | Corse                      | Corse                     | Corse                 | Corse                      | Corse                   | Corse                    | Corse                       |
| N.      | Nome                                                         | 100 m                 | 200 m                  | 400 m                      | 800 m                     | 1 500 m / Miglio      | 3 000 m / 5 000 m          | 110 m hs                | 300 m hs / 400 m hs      | 3 000 m siepi               |
| 1       | Xiamen Diamond League 2025                                   | Akani Simbine 9"99    | -                      | Bayapo Ndori 44"25         | -                         | -                     | -                          | Cordell Tinch 13"06     | Karsten Warholm 33"05    | Samuel Firewu 8'05"61       |
| 2       | Shanghai Diamond League 2025                                 | Akani Simbine 9"98    | -                      | Christopher Bailey 44"17   | -                         | -                     | Berihu Aregawi 12'50"45    | Cordell Tinch 12"87     | Karsten Warholm 47"28    | Abrham Sime 8'07"92         |
| 3       | Doha Diamond League 2025                                     | -                     | Letsile Tebogo 20"10   | -                          | Tshepiso Masalela 1'43"11 | -                     | Reynold Cheruiyot 13'16"40 | Rasheed Broadbell 13"14 | Alessandro Sibilio 49"32 | -                           |
| 4       | Meeting international Mohammed VI d'athlétisme de Rabat 2025 | Akani Simbine 9"95    | Courtney Lindsey 20"04 | Jacory Patterson 44"37     | Tshepiso Masalela 1'42"70 | Jonah Koech 3'31"43   | -                          | -                       | -                        | Soufiane el-Bakkali 8'00"70 |
| 5       | Golden Gala Pietro Mennea 2025                               | Trayvon Bromell 9"84  | -                      | Quincy Hall 44"22          | -                         | Azeddine Habz 3'29"72 | -                          | Jason Joseph 13"14      | -                        | -                           |
| 6       | Bislett Games 2025                                           | -                     | Reynier Mena 20"20     | -                          | Emmanuel Wanyonyi 1'42"78 | Isaac Nader 3'48"25   | Nico Young 12'45"27        | -                       | Karsten Warholm 32"67    | -                           |
| 7       | Bauhaus-Galan 2025                                           | -                     | Reynier Mena 20"05     | -                          | Emmanuel Wanyonyi 1'41"95 | -                     | Andreas Almgren 12'44"27   | -                       | Rai Benjamin 46"54       | -                           |
| 8       | Meeting de Paris 2025                                        | -                     | -                      | -                          | Mohamed Attaoui 1'42"73   | -                     | Yomif Kejelcha 12'47"84    | Trey Cunningham 13"00 = | Rai Benjamin 46"93       | -                           |
| 9       | Prefontaine Classic 2025                                     | Kishane Thompson 9"85 | Letsile Tebogo 19"76   | Matthew Hudson-Smith 44"10 | -                         | Niels Laros 3'45"94   | -                          | -                       | Alison dos Santos 46"65  | -                           |
| 10      | Herculis 2025                                                | -                     | Noah Lyles 19"88       | -                          | Emmanuel Wanyonyi 1'41"44 | -                     | Yomif Kejelcha 12'49"46    | Trey Cunningham 13"09   | -                        | Soufiane el-Bakkali 8'03"18 |
| 11      | London Athletics Meet 2025                                   | Oblique Seville 9"86  | -                      | Charlie Dobson 44"14       | Emmanuel Wanyonyi 1'42"00 | Phanuel Koech 3'28"82 | -                          | -                       | -                        | -                           |
| 12      | Kamila Skolimowska Memorial 2025                             | Kishane Thompson 9"87 | -                      | -                          | -                         | Yared Nuguse 3'33"19  | -                          | -                       | Karsten Warholm 46"28    | -                           |
| 13      | Athletissima 2025                                            | Oblique Seville 9"87  | -                      | -                          | Josh Hoey 12"98           | -                     | Isaac Kimeli 12"98         | Cordell Tinch 12"98     | -                        | -                           |
| 14      | Memorial Van Damme 2025                                      | -                     |                        |                            | -                         |                       | -                          | -                       | -                        |                             |
| 15      | Weltklasse Zürich 2025 (finale)                              |                       |                        |                            |                           |                       |                            |                         |                          |                             |

| Meeting | Meeting                                                      | Concorsi             | Concorsi               | Concorsi              | Concorsi                 | Concorsi                 | Concorsi               | Concorsi               |
| N.      | Nome                                                         | Salto in lungo       | Salto triplo           | Salto in alto         | Salto con l'asta         | Getto del peso           | Lancio del disco       | Lancio del giavellotto |
| 1       | Xiamen Diamond League 2025                                   | Zhang Mingkun 8,18 m | -                      | -                     | Armand Duplantis 5,92 m  | -                        | -                      | -                      |
| 2       | Shanghai Diamond League 2025                                 | -                    | Pedro Pichardo 17,03 m | -                     | Armand Duplantis 6,11 m  | -                        | -                      | -                      |
| 3       | Doha Diamond League 2025                                     | -                    | -                      | Shelby McEwen 2,26 m  | -                        | -                        | Matthew Denny 68,97 m  | Julian Weber 91,06 m   |
| 4       | Meeting international Mohammed VI d'athlétisme de Rabat 2025 | -                    | -                      | Hamish Kerr 2,25 m    | -                        | Payton Otterdahl 21,97 m | -                      | -                      |
| 5       | Golden Gala Pietro Mennea 2025                               | Liam Adcock 8,34 m   | -                      | Woo Sang-hyeok 2,32 m | -                        | Tomas Walsh 21,89 m      | -                      | -                      |
| 6       | Bislett Games 2025                                           | -                    | Jordan Scott 17,34 m   | -                     | Armand Duplantis 6,15 m  | -                        | -                      | -                      |
| 7       | Bauhaus-Galan 2025                                           | -                    | -                      | -                     | Armand Duplantis 6,28 m  | -                        | Kristjan Čeh 69,73 m   | -                      |
| 8       | Meeting de Paris 2025                                        | -                    | Jordan Scott 17,27 m   | -                     | -                        | -                        | -                      | Neeraj Chopra 88,16 m  |
| 9       | Prefontaine Classic 2025                                     | -                    | -                      | -                     | -                        | Joe Kovacs 22,48 m       | -                      | -                      |
| 10      | Herculis 2025                                                | -                    | Jordan Scott 17,52 m   | Woo Sang-hyeok 2,34 m | Armand Duplantis 6,05 m  | -                        | -                      | -                      |
| 11      | London Athletics Meet 2025                                   | Wayne Pinnock 8,20 m | -                      | -                     | -                        | -                        | Mykolas Alekna 71,70 m | -                      |
| 12      | Kamila Skolimowska Memorial 2025                             | -                    | -                      | Hamish Kerr 2,25 m    | Armand Duplantis 6,10 m  | Payton Otterdahl 22,28 m | -                      | Julius Yego 83,60 m    |
| 13      | Athletissima 2025                                            | Anvar Anvarov 7,84 m | -                      | -                     | Emmanouīl Karalīs 6,02 m | Joe Kovacs 22,04 m       | -                      | -                      |
| 14      | Memorial Van Damme 2025                                      | -                    | -                      |                       | -                        | -                        |                        |                        |
| 15      | Weltklasse Zürich 2025 (finale)                              |                      |                        |                       |                          |                          |                        |                        |

### Donne
| Meeting | Meeting                                                      | Corse                          | Corse                  | Corse                    | Corse                       | Corse                      | Corse                    | Corse                   | Corse                  | Corse                   |
| N.      | Nome                                                         | 100 m                          | 200 m                  | 400 m                    | 800 m                       | 1000 m / 1 500 m / Miglio  | 3 000 m / 5 000 m        | 100 m hs                | 300 m hs / 400 m hs    | 3 000 m siepi           |
| 1       | Xiamen Diamond League 2025                                   | -                              | Anavia Battle 22"41    | -                        | -                           | Faith Kipyegon 2'29"21     | Beatrice Chebet 14'27"12 | Danielle Williams 12"53 | -                      | -                       |
| 2       | Shanghai Diamond League 2025                                 | -                              | Anavia Battle 22"38    | -                        | Tsige Duguma 1'56"64        | -                          | -                        | Grace Stark 12"42       | -                      | -                       |
| 3       | Doha Diamond League 2025                                     | Tia Clayton 10"92              | -                      | Salwa Eid Naser 49"83    | -                           | Nelly Chepchirchir 4'05"00 | -                        | -                       | -                      | Faith Cherotich 9'05"08 |
| 4       | Meeting international Mohammed VI d'athlétisme de Rabat 2025 | Shericka Jackson 11"04         | -                      | -                        | Tsige Duguma 1'57"42        | -                          | Beatrice Chebet 8'11"56  | -                       | Femke Bol 52"46        | -                       |
| 5       | Golden Gala Pietro Mennea 2025                               | -                              | Anavia Battle 22"53    | -                        | -                           | Sarah Healy 12"53          | Beatrice Chebet 14'03"69 | Andrenette Knight 12"53 | -                      | -                       |
| 6       | Bislett Games 2025                                           | Julien Alfred 10"89            | -                      | Isabella Whittaker 49"58 | -                           | -                          | -                        | -                       | Dalilah Muhammad 53"34 | Faith Cherotich 9'02"60 |
| 7       | Bauhaus-Galan 2025                                           | Julien Alfred 10"75            | -                      | Isabella Whittaker 49"78 | Georgia Hunter-Bell 1'57"66 | -                          | Linden Hall 8'30"01      | Grace Stark 12"33       | Femke Bol 52"11        | -                       |
| 8       | Meeting de Paris 2025                                        | -                              | Anavia Battle 22"27    | Marileidy Paulino 48"81  | -                           | Nelly Chepchirchir 3'57"02 | -                        | Grace Stark 12"21       | -                      | Faith Cherotich 8'53"27 |
| 9       | Prefontaine Classic 2025                                     | Melissa Jefferson-Wooden 10"75 | -                      | -                        | Tsige Duguma 1'57"10        | Faith Kipyegon 3'48"68     | Beatrice Chebet 13'58"06 | -                       | -                      | Winfred Yavi 8'45"25    |
| 10      | Herculis 2025                                                | Julien Alfred 10"79            | -                      | Marileidy Paulino 49"06  | -                           | Nelly Chepchirchir 2'29"77 | -                        | Megan Tapper 12"34 =    | Femke Bol 51"95        | -                       |
| 11      | London Athletics Meet 2025                                   | -                              | Julien Alfred 21"71    | -                        | Georgia Hunter-Bell 1'56"74 | Gudaf Tsegay 4'11"88       | Medina Eisa 14'30"57     | -                       | Femke Bol 52"10        | -                       |
| 12      | Kamila Skolimowska Memorial 2025                             | Melissa Jefferson-Wooden 10"66 | Shericka Jackson 22"17 | Marileidy Paulino 49"18  | -                           | Gudaf Tsegay 3'50"62       | -                        | Masai Russell 12"19     | Femke Bol 51"91        | -                       |
| 13      | Athletissima 2025                                            | -                              | Brittany Brown 22"23   | Henriette Jæger 50"09    | Keely Hodgkinson 1'55"69    | -                          | -                        | Nadine Visser 12"45     | -                      | Doris Lemngole 9'16"36  |
| 14      | Memorial Van Damme 2025                                      |                                | -                      | -                        | -                           |                            |                          | -                       |                        | -                       |
| 15      | Weltklasse Zürich 2025 (finale)                              |                                |                        |                          |                             |                            |                          |                         |                        |                         |

| Meeting | Meeting                                                      | Concorsi                   | Concorsi                        | Concorsi                                                | Concorsi                | Concorsi                 | Concorsi               | Concorsi                 |
| N.      | Nome                                                         | Salto in lungo             | Salto triplo                    | Salto in alto                                           | Salto con l'asta        | Getto del peso           | Lancio del disco       | Lancio del giavellotto   |
| 1       | Xiamen Diamond League 2025                                   | -                          | -                               | Jaroslava Mahučich 1,97 m                               | -                       | Jessica Schilder 20,47 m | Valarie Allman 68,95 m | -                        |
| 2       | Shanghai Diamond League 2025                                 | -                          | -                               | Jaroslava Mahučich 2,00 m                               | -                       | Chase Jackson 20,54 m    | -                      | Elina Tzengko 64,90 m    |
| 3       | Doha Diamond League 2025                                     | -                          | Shanieka Ricketts 14,72 m       | -                                                       | Molly Caudery 4,75 m    | -                        | -                      | -                        |
| 4       | Meeting international Mohammed VI d'athlétisme de Rabat 2025 | -                          | -                               | -                                                       | Katie Moon 4,73 m       | -                        | -                      | Elina Tzengko 64,60 m    |
| 5       | Golden Gala Pietro Mennea 2025                               | -                          | Shanieka Ricketts 14,64 m       | -                                                       | Sandi Morris 4,80 m     | -                        | Valarie Allman 69,21 m | -                        |
| 6       | Bislett Games 2025                                           | -                          | Leyanis Pérez Hernández 14,72 m | -                                                       | -                       | -                        | -                      | Haruka Kitaguchi 64,63 m |
| 7       | Bauhaus-Galan 2025                                           | Tara Davis-Woodhall 7,05 m | -                               | Nicola Olyslagers 2,01 m                                | Sandi Morris 4,82 m     | -                        | -                      | -                        |
| 8       | Meeting de Paris 2025                                        | -                          | -                               | Nicola Olyslagers 2,00 m                                | Katie Moon 4,73 m       | -                        | Valarie Allman 67,56 m | -                        |
| 9       | Prefontaine Classic 2025                                     | Tara Davis-Woodhall 7,07 m | -                               | -                                                       | -                       | Chase Jackson 20,94 m    | Valarie Allman 70,68 m | -                        |
| 10      | Herculis 2025                                                | -                          | -                               | -                                                       | -                       | Jessica Schilder 20,39 m | -                      | -                        |
| 11      | London Athletics Meet 2025                                   | Malaika Mihambo 6,93 m     | -                               | Morgan Lake 1,96 m                                      | Olivia McTaggart 4,73 m | -                        | -                      | -                        |
| 12      | Kamila Skolimowska Memorial 2025                             | Jasmine Moore 6,85 m       | -                               | -                                                       | -                       | -                        | -                      | -                        |
| 13      | Athletissima 2025                                            | -                          | -                               | Nicola Olyslagers Christina Honsel Maryja Žodzik 1,91 m | -                       | -                        | -                      | Adriana Vilagoš 63,02 m  |
| 14      | Memorial Van Damme 2025                                      | -                          |                                 | -                                                       |                         |                          | -                      | -                        |
| 15      | Weltklasse Zürich 2025 (finale)                              |                            |                                 |                                                         |                         |                          |                        |                          |